# Linia kolejowa nr 107
Linia kolejowa nr 107 – jednotorowa, niezelektryfikowana, pierwszorzędna linia kolejowa łącząca stację Nowy Zagórz ze stacją Łupków i granicą państwa ze Słowacją w tej miejscowości.
Na linii w 2024 roku odbywa się głównie ruch pasażerski, pociągi uruchamiane są przez dwóch przewoźników:
- Polregio – od poniedziałku do piątku na odcinku Nowy Zagórz – Zagórz trzy pary połączeń relacji Sanok – Ustrzyki Dolne – Sanok oraz sezonowo na całej długości linii w soboty i niedziele pociąg międzynarodowy Rzeszów/Sanok – Medzilaborce.
- PKP Intercity – codziennie na odcinku Nowy Zagórz – Zagórz dwie pary połączeń Zagórz – Kraków Główny – Zagórz wydłużane sezonowo do Łupkowa[3].

Na odcinku Nowy Zagórz – Zagórz kursują również przejazdy techniczne składów przewoźnika SKPL Cargo który posiada swoją bazę w Zagórzu. Wszystkie pociągi na linii powyższych przewoźników obsługiwane są składami SKPL.
Linia posiada potencjał turystyczny – szczególnie piękne widoki są na przełom Osławy oraz z końcowej granicznej stacji w Łupkowie.

## Historia

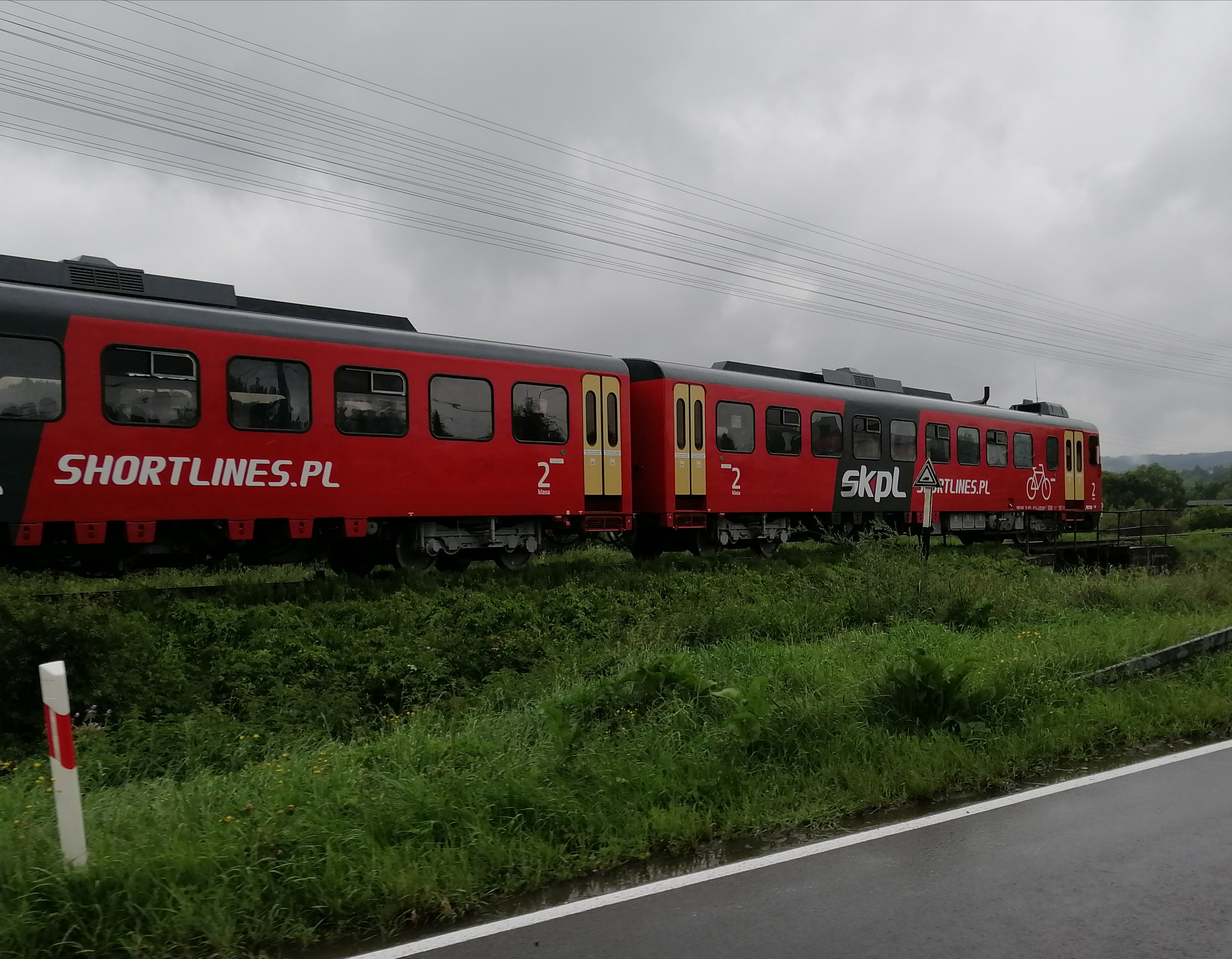
Kursowy pociąg przewoźnika SKPL relacji Łupków – Zagórz na linii kolejowej nr 107

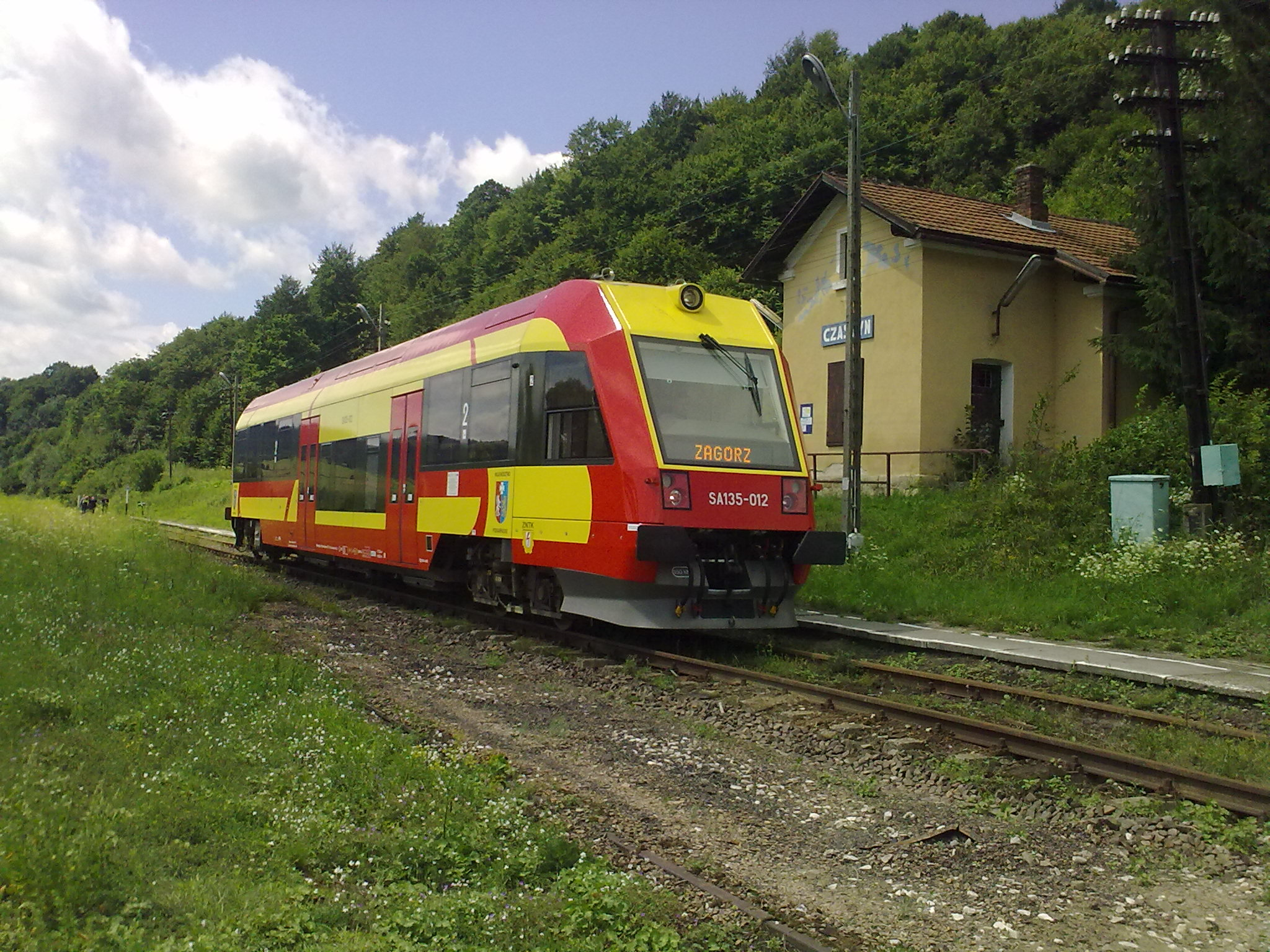
Szynobus SA135-012 w stacji Czaszyn

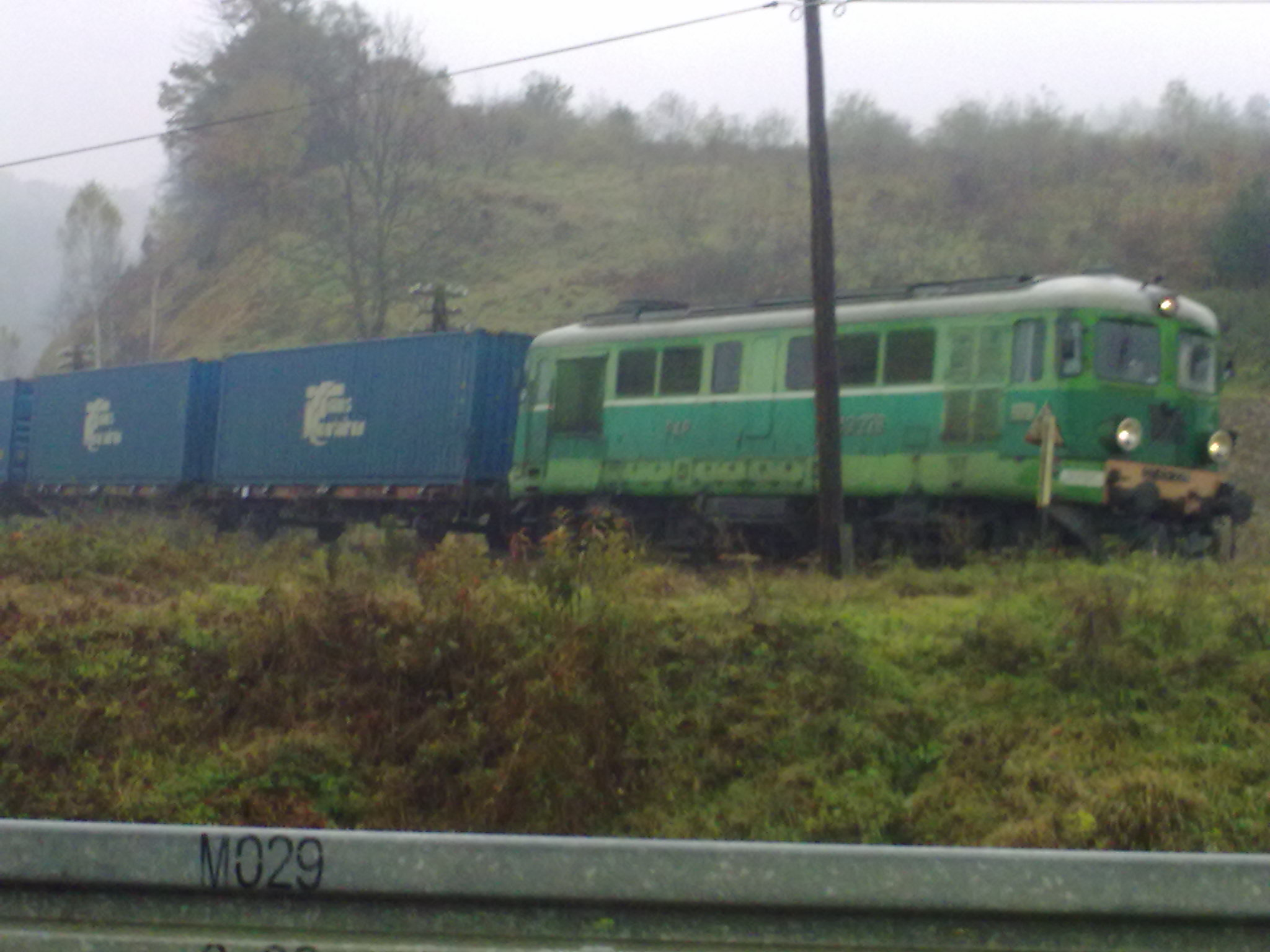
Słowacki pociąg towarowy ciągnięty przez lokomotywę ST43

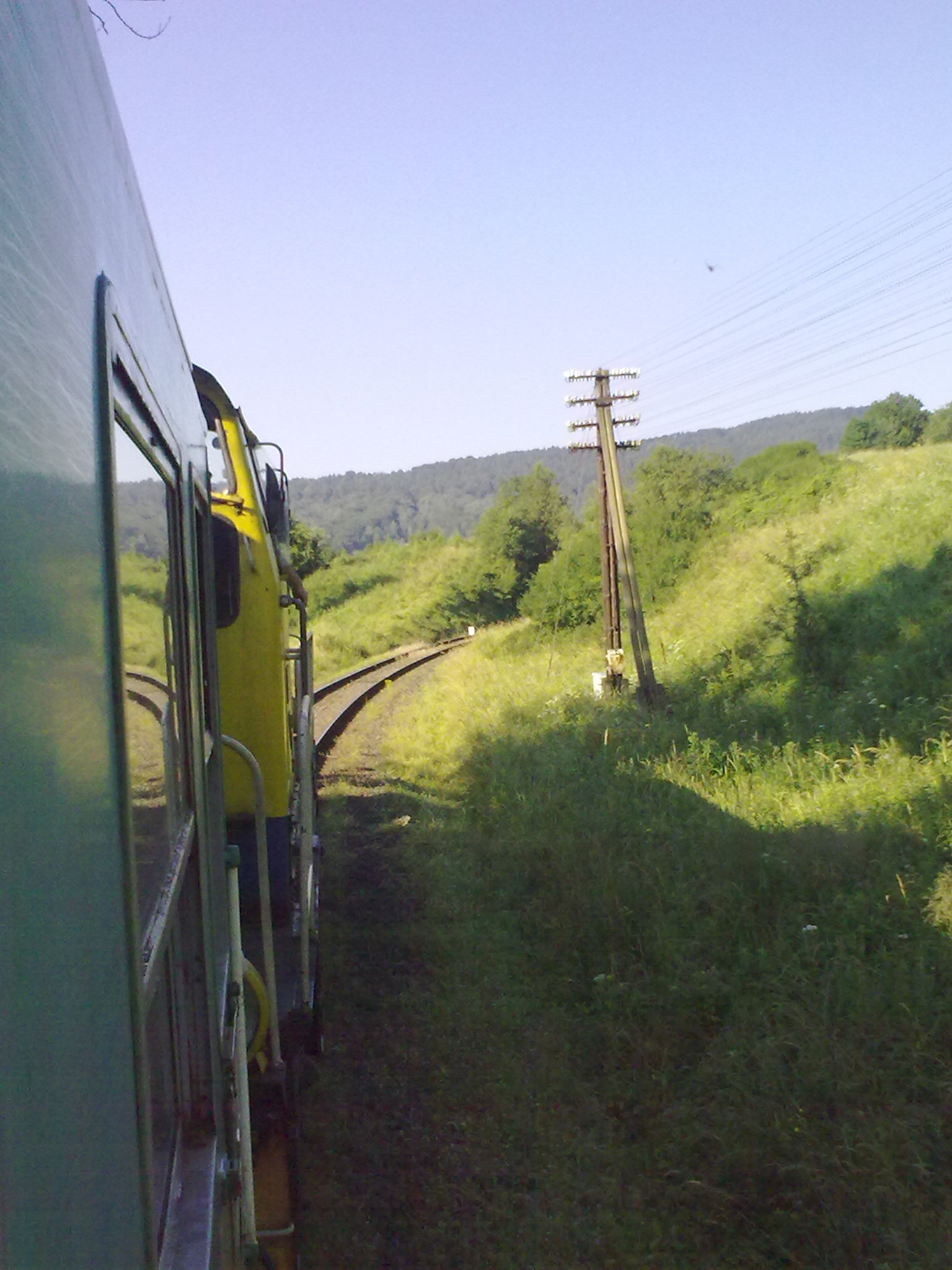
Pociąg osobowy na Słowację

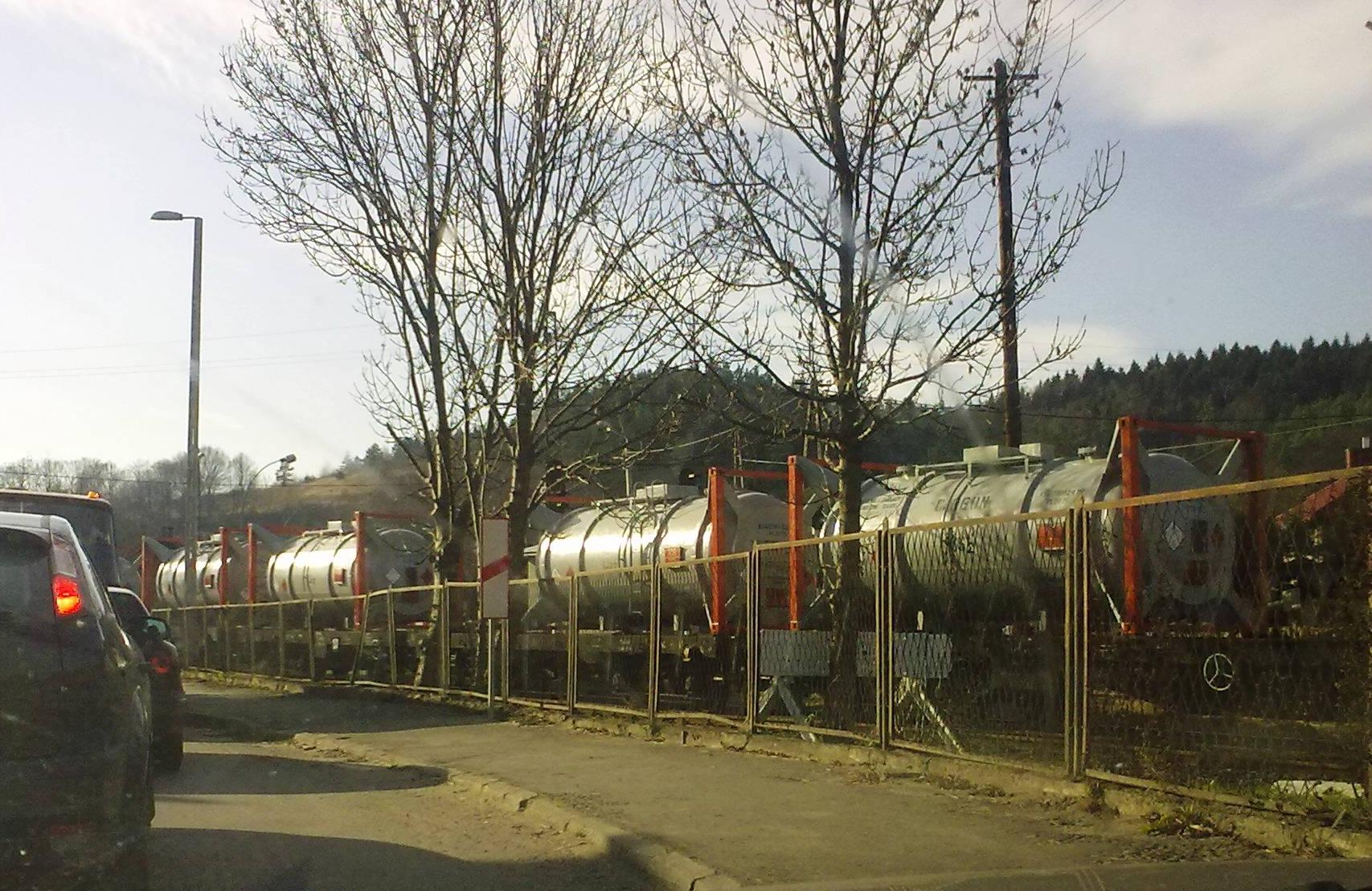
Pociąg towarowy – cysterny z niebezpiecznymi chemikaliami w drodze na Słowację

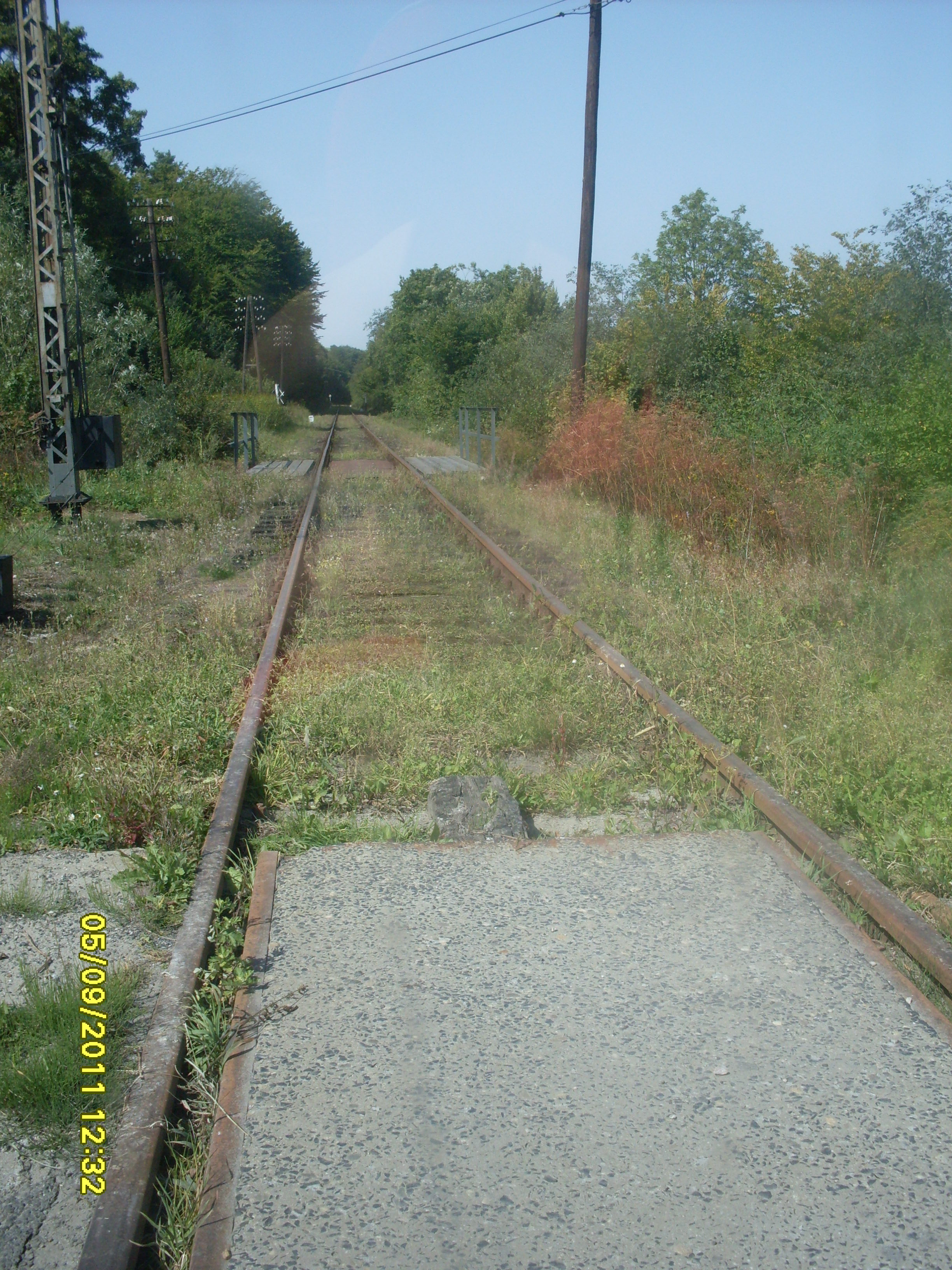
Linia kolejowa 107 w miejscowości Szczawne

Linia jest częścią Pierwszej Węgiersko-Galicyjskiej Kolei Żelaznej wybudowanej etapami:
- 12 listopada 1872: Nowy Zagórz – Komańcza – 35,251 km,
- 18 grudnia 1872: Komańcza – Łupków – 13,769 km,
- 30 maja 1874: tunel kolejowy w Łupkowie, obecnie na granicy ze Słowacją

Od 14 czerwca 2010 do stycznia 2011, z powodu zniszczenia mostu na Popradzie, w ciągu doby kursowało tędy 18 składów PKP Cargo pomiędzy Słowacją a Polską; linia przejęła tym samym transport towarowy prowadzony na linii nr 96 Tarnów – Nowy Sącz – Muszyna – Leluchów. 
Od 13 grudnia 2015 linią 107 jeździ pociąg weekendowy „Bieszczadzki Żaczek” relacji Rzeszów – Komańcza – Rzeszów. Podróż odbywa się szynobusem SA103, SA135 lub spalinowym zespołem trakcyjnym SA140.

## Charakterystyka techniczna
Linia w całości jest klasy C3. Maksymalny nacisk osi wynosi 196 kN, a maksymalny nacisk liniowy wynosi 71 kN. Linia jest w całości niezelektryfikowana. Bezpieczeństwo na całej linii zapewniają elektromagnesy samoczynnego hamowania pociągu.

Linia dostosowana jest, w zależności od odcinka, do prędkości od 40km/h do 60km/h. Obowiązują następujące prędkości maksymalne dla pociągów:
| kilometraż | kilometraż | pociągi pasażerskie                         | autobusy szynowe i EZT                      | pociągi towarowe                            |
| od         | do         | Tor nieparzysty (kierunek: Granica państwa) | Tor nieparzysty (kierunek: Granica państwa) | Tor nieparzysty (kierunek: Granica państwa) |
| 0,000      | 49,333     | 40                                          | 60                                          | 40                                          |
| 49,333     | 50,588     | 60                                          | 60                                          | 60                                          |

## Miejscowości przy tej linii kolejowej
Linia kolejowa Nowy Zagórz – Łupków przebiega przez miejscowości (stacje):
- Zagórz (Nowy Zagórz) (Zagórz)
- Tarnawa Dolna (przystanek, do lat 80. XX wieku stacja nosiła nazwę Wielopole, przejściowo Sanok-Wielopole).
- Czaszyn (przystanek)
- Morochów (przystanek)
- Mokre Małopolskie
- Wysoczany (przystanek)
- Szczawne-Kulaszne
- Rzepedź (przystanek)
- Komańcza (Komańcza Letnisko) (Komańcza)
- Osławica (przystanek)
- Łupków (Nowy Łupków) (Łupków).